# Sotten (Naturschutzgebiet)
Die Sotten sind ein am 15. Juli 1994 vom Regierungspräsidium Karlsruhe durch Verordnung ausgewiesenes Naturschutzgebiet auf dem Gebiet der Stadt Neckargemünd im Rhein-Neckar-Kreis.

## Lage
Das 18,5 Hektar große Schutzgebiet liegt etwa 1,5 km nordöstlich des Stadtteils Mückenloch zwischen dem Lautenberg und dem Epfenberg am Ursprung des Neckarberggrabens. Es gehört zum Naturraum Sandstein-Odenwald.

## Schutzzweck
Wesentlicher Schutzzweck des Naturschutzgebiets ist laut Verordnung „die Sicherung und Entwicklung einer in ihrer ursprünglichen Anlage erhaltenen Rodungsinsel,  des Landschaftsbildes eines waldumschlossenen Wiesentals, aquatischer, amphibischer und terrestrischer Lebensräume und Lebensgemeinschaften in Quellen, Fließgewässern, Waldrändern, Feldgehölzen und Wäldern sowie auf Wiesen und extensiv genutzten Ackerflächen sowie eines regional bedeutsamen Rastgebietes für Zugvögel.“

## Landschaftscharakter
Es handelt sich um eine Rodungsinsel in einem ansonsten geschlossenen Laubmischwald-Bestand. Im Zentrum des Gebiets befindet sich in einem Feuchtgebüsch das Quellgebiet des Neckarberggrabens. Der Rest des Gebiets wird von Mähwiesen bedeckt, die teilweise als FFH-Lebensraumtyp 6510 (Magere Flachlandmähwiese) erfasst sind.

## Zusammenhängende Schutzgebiete
Das Gebiet liegt eingebettet in das Landschaftsschutzgebiet Neckartal I - Kleiner Odenwald und ist Teil des FFH-Gebiets Odenwald-Neckargemünd. Es liegt außerdem im Naturpark Neckartal-Odenwald.